# Saison 2021-2022 de l'Union sportive Quevilly-Rouen Métropole
Chronologie
Saison précédente Saison suivante
La saison 2021-2022 de l'Union sportive Quevilly Rouen Métropole club de football professionnel français est la 4e saison du club au sein de la Ligue 2 après 1970-1972. Lors de la saison 2020-2021 du championnat de France de football National le club a terminé vice-champion et donc est promu en Ligue 2.
Le club est présidé par Michel Mallet et entraîné par Bruno Irlès puis Fabien Mercadal

## Ligue 2

### Retour

#### Barrages de relégation
Les barrages de promotion entre le troisième de National et le dix-huitième de la Ligue 2 se déroulent durant le mois de mai 2022. Le vainqueur de ces barrages obtient une place pour le championnat de Ligue 2 2022-2023 tandis que le perdant va en National 2022-2023.
| Match aller             | FC Villefranche Beaujolais (N1) | 1 - 3   | (L2) US Quevilly-Rouen                                           | Stade Armand Chouffet, Villefranche-sur-Saône                                 |                                                                               |
| Mardi 24 mai 2022 20:30 | Elisor 28e (pen.)               | (1 - 1) | 30e 73e Soumaré · 79e Padovani                                   | Spectateurs : 3 200 Diffuseur : beIN Sports 1 Arbitrage : Abdelatif Kherradji | Spectateurs : 3 200 Diffuseur : beIN Sports 1 Arbitrage : Abdelatif Kherradji |
| Mardi 24 mai 2022 20:30 | Flégeau 7e · Khous 80e          |         | 27e Padovani · 42e Sangaré · 57e Sidibé · 60e Gbellé · 85e Cissé | Spectateurs : 3 200 Diffuseur : beIN Sports 1 Arbitrage : Abdelatif Kherradji | Spectateurs : 3 200 Diffuseur : beIN Sports 1 Arbitrage : Abdelatif Kherradji |

| Match retour               | US Quevilly-Rouen (L2)                | 2 - 0   | (N1) FC Villefranche Beaujolais                                                  | Stade Robert Diochon, Rouen                                                      |                                                                                  |
| Dimanche 29 mai 2022 16:00 | Nazon 50e 81e                         | (0 - 0) |                                                                                  | Spectateurs : 4 300 Diffuseur : beIN Sports 1 Arbitrage : Alexandre Perreau Niel | Spectateurs : 4 300 Diffuseur : beIN Sports 1 Arbitrage : Alexandre Perreau Niel |
| Dimanche 29 mai 2022 16:00 | Sangaré 20e · Bansais 28e · Nazon 40e |         | 2e Flégeau · 38e Taufflieb · 56e Elisor · 56e Khous · 70e Bonenfant · 90e Romany | Spectateurs : 4 300 Diffuseur : beIN Sports 1 Arbitrage : Alexandre Perreau Niel | Spectateurs : 4 300 Diffuseur : beIN Sports 1 Arbitrage : Alexandre Perreau Niel |

### Classement
| Rang | Équipe                 | Pts | J  | G  | N  | P  | Bp | Bc | Diff |
| ---- | ---------------------- | --- | -- | -- | -- | -- | -- | -- | ---- |
| 1    | Toulouse FC            | 79  | 38 | 23 | 10 | 5  | 82 | 33 | +49  |
| 2    | AC Ajaccio             | 75  | 38 | 22 | 9  | 7  | 39 | 19 | +20  |
| 3    | AJ Auxerre             | 74  | 38 | 21 | 11 | 6  | 61 | 39 | +22  |
| 4    | Paris FC               | 70  | 38 | 20 | 10 | 8  | 54 | 35 | +19  |
| 5    | FC Sochaux-Montbéliard | 68  | 38 | 19 | 11 | 8  | 47 | 34 | +13  |
| 6    | EA Guingamp            | 58  | 38 | 15 | 13 | 10 | 52 | 48 | +4   |
| 7    | SM Caen                | 50  | 38 | 13 | 11 | 14 | 51 | 42 | +9   |
| 8    | Le Havre AC            | 50  | 38 | 13 | 11 | 14 | 38 | 41 | -3   |
| 9    | Nîmes Olympique R      | 49  | 38 | 14 | 7  | 17 | 44 | 51 | -7   |
| 10   | Pau FC                 | 49  | 38 | 14 | 7  | 17 | 41 | 49 | -8   |
| 11   | Dijon FCO R            | 47  | 38 | 13 | 8  | 17 | 48 | 53 | -5   |
| 12   | SC Bastia P            | 46  | 38 | 10 | 16 | 12 | 38 | 36 | +2   |
| 13   | Chamois niortais FC    | 46  | 38 | 12 | 10 | 16 | 39 | 42 | -3   |
| 14   | Amiens SC              | 44  | 38 | 9  | 17 | 12 | 43 | 41 | +2   |
| 15   | Grenoble Foot 38       | 44  | 38 | 12 | 8  | 18 | 32 | 44 | -12  |
| 16   | Valenciennes FC        | 44  | 38 | 10 | 14 | 14 | 34 | 47 | -13  |
| 17   | Rodez AF               | 43  | 38 | 10 | 13 | 15 | 32 | 42 | -10  |
| 18   | US Quevilly-Rouen P    | 40  | 38 | 10 | 10 | 18 | 33 | 50 | -17  |
| 19   | USL Dunkerque          | 31  | 38 | 8  | 7  | 23 | 28 | 53 | -25  |
| 20   | AS Nancy-Lorraine      | 27  | 38 | 6  | 9  | 23 | 32 | 69 | -37  |

## Effectif de la saison
Le tableau liste l'effectif professionnel de l'Union sportive Quevilly-Rouen Métropole pour la saison 2021-2022.